# Hannah Mitchell
Hannah Mitchell, nascida Ana Maria Webster, (1872-1956) foi uma sufragista e socialista inglesa. Nascida em uma família de agricultores pobres em Derbyshire, Mitchell saiu de casa ainda jovem para trabalhar como costureira em Bolton, onde ela se envolveu com o movimento socialista. Ela trabalhou por muitos anos em organizações relacionadas com o socialismo, o sufrágio das mulheres e o pacifismo. Após a Primeira Guerra Mundial, ela foi eleita para a Câmara da Cidade de Manchester e trabalhou como magistrada, antes de mais tarde trabalhar para o líder do Partido Trabalhista Keir Hardie.

## Biografia

### Início da vida

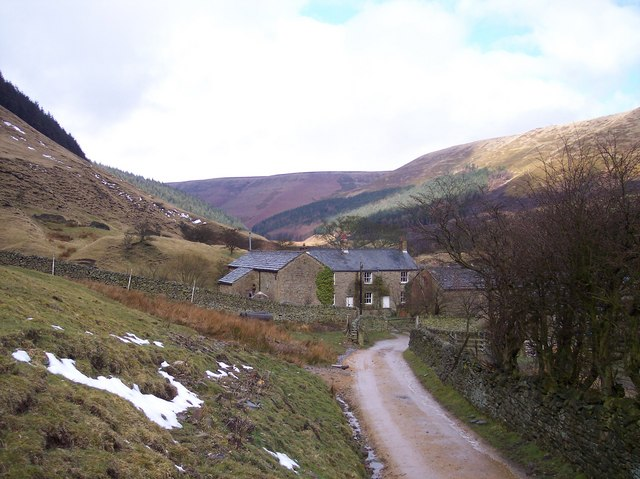
Nasceu na Fazenda Alport Castles

Hannah Webster nasceu em 11 de fevereiro de 1872 em uma fazenda Alport Castles, em Hope Woodlands, no Derbyshire Peak District. Filha de um fazendeiro, ela foi a quarta de seis filhos. Não lhe foi permitido ter uma educação formal, apesar de seu pai ensinar-lhe a ler. Ela ficou em casa, realizando tarefas domésticas com sua mãe. Esperava-se dela que cuidasse de seu pai e irmãos, situação que gerava nela ressentimento. Ela tornou-se ciente da desigualdade de gênero no âmbito doméstico. Ela também observou o aparentemente inevitável casamento precoce de meninas ao seu redor com "rapazes das fazendas", a fim de evitar filhos fora do casamento, e estava ansiosa em evitar o mesmo destino. Quando ela tinha 13 anos, ela se tornou aprendiz de costureira, para ganhar um dinheiro extra para sua família bastante pobre. Aos 14 anos, ela saiu de casa e passou a viver em Oldham, Lancashire, onde ela encontrou trabalho como costureira e no serviço doméstico.

### Casamento e socialismo
Em Bolton, Mitchell entrou no sistema de educação formal, na esperança de se formar e se tornar professora. Ela se envolveu com o movimento socialista. Ela foi particularmente influenciada pelo jornal The Clarion, de Robert Blatchford. Casou-se com Gibbon Mitchell, um alfaiate, em 1895; teve com ele um filho. Depois, ela e o marido concordaram com o uso de contraceptivos e não tiveram mais filhos.
Ela logo se viu desiludida com o casamento. Embora seu marido inicialmente concordasse com sua reivindicação por uma igual divisão de trabalho nas tarefas domésticas, logo isso não ocorreu na realidade. Ela continuou a trabalhar como costureira e, no resto do tempo, assumia as tarefas domésticas. Como outras mulheres do movimento socialista, Mitchell se esforçou para convencer homens socialistas da importância dos problemas feministas.
Durante a Primeira Guerra Mundial, Mitchell apoiou o movimento pacifista. Em 1924, ela foi nomeada membro da Câmara da Cidade de Manchester. Ela ocupou o cargo até 1935. Ela se tornou magistrada em 1926, por onze anos.

### Autobiografia
Em 1939, Mitchell contribuiu para a organização de um encontro de 40 ex-sufragistas em Manchester. Ao fim da Segunda Guerra Mundial, ela começou a trabalhar em sua autobiografia, que permaneceu inédita durante sua vida. Após a guerra, ela começou a escrever para os jornais The Northern Voice e Manchester City News. Mitchell morreu em 22 de outubro de 1956 em sua casa, em Manchester. Sua autobiografia, The Hard Way Up, the Autobiography of Hannah Mitchell, Suffragette and Rebel, foi editada por seu neto e publicada em 1968. Há uma placa azul dedicada a ela no muro da casa em que viveu, entre 1900 e 1910.